# Département Ouest
Ouest (Haitianisch-Kreolisch Lwès, deutsch „West“) ist ein Département im Süden von Haiti. Es grenzt im Osten an die Dominikanische Republik und umfasst eine Fläche von 4893 km². Zu diesem Département gehört auch die Insel Gonâve.
Im Jahre 2015 wurde die Bevölkerungszahl auf rund 4.030.000 geschätzt. Gut die Hälfte der Einwohner des Départements wohnt in der Landeshauptstadt Port-au-Prince und deren Vororten.

## Bevölkerungsentwicklung
| Jahr         | Einwohnerzahl |
| ------------ | ------------- |
| Volksz. 1971 | 1.205.921     |
| Volksz. 1982 | 1.551.792     |
| Volksz. 2003 | 3.096.967     |
| Schätz. 2015 | 4.029.705     |